# Anhuistoma hyla
Anhuistoma hyla is een keversoort uit de familie schorsknaagkevers (Trogossitidae). De wetenschappelijke naam van de soort werd in 1985 gepubliceerd door Sin.